# Manuel de Zudáñez
El Dr.Manuel de Zudáñez fue uno de los principales impulsores de la Revolución de Chuquisaca del 25 de mayo de 1809, llevada a cabo en la actual ciudad de Sucre, Bolivia.

## Biografía
Nació en Chuquisaca (actual Sucre), hijo del general Manuel Ignacio Zudáñez, natural de Viscaya, y de Manuela Ramírez de la Torre. Se doctoró en la Universidad Mayor Real y Pontificia San Francisco Xavier de Chuquisaca en 1785. Destacó en su oficio y en el ámbito académico convirtiéndose en síndico del Claustro y regidor del Cabildo.

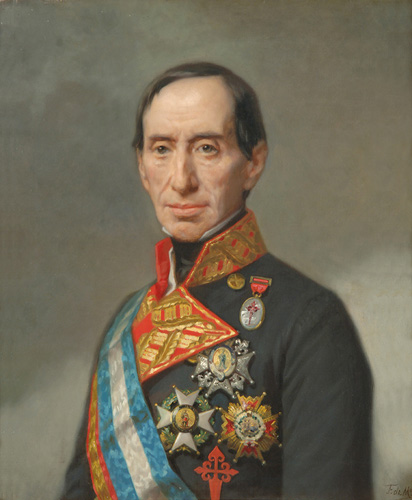
José Manuel de Goyeneche.

Cuando en noviembre de 1808 José Manuel de Goyeneche arribó con pliegos de la Junta de Sevilla pretendiendo su reconocimiento como autoridad suprema y a su vez con una carta de la infanta Carlota Joaquina de Borbón en que pretendía por su lado hacerse cargo del gobierno de América, el presidente Ramón García de León y Pizarro elevó los pliegos de Carlota a la Universidad y Claustro de Doctores pidiéndole su parecer. 
El Claustro — siguiendo la posición de su síndico, Manuel de Zudáñez — no sólo rechazó los términos de la orden de la hermana de Fernando VII, sino que calificó en sus acuerdos de subversiva la comunicación de la Infanta.
Las principales observaciones del Claustro respecto de las "intenciones y miras irregulares e injustas de la Corte de Portugal contra los sagrados e inviolables derechos de nuestro Augusto Amo y Señor Natural, Fernando Séptimo" eran que habiéndose jurado a Fernando VII como rey de España y de las Indias, sus derechos no podían ser puestos "...en duda sin ser visto y tratado como reo de alta traición.", que atribuir la cesión de la corona a los tumultos en Aranjuez eran una "proposición subversiva que excita la noble indignación y horror y que hasta tanto fuera liberado Fernando América no necesitaba "que una potencia extranjera quiera tomar las riendas del Gobierno como la Señora Princesa Doña Carlota Joaquina, a pretexto de considerarse “suficientemente autorizada y obligada a ejercer las veces de su Augusto Padre Don Carlos Cuarto (que ya dejó de ser Rey) y Real Familia de España existentes en Europa”".
La Universidad finalmente expresaba no sólo su opinión sino que se atrevía a ordenar la política a seguir: "En cuya consecuencia reflexionando sobre los perniciosos efectos que puede acarrear en perjuicio de la soberanía y la tranquilidad pública el que circulen los citados papeles de la Señora Princesa del Brasil, acordaron, mandaron y ordenaron que no se conteste a dicha Señora Princesa Doña Carlota Joaquina".
La situación entre la Real Audiencia de Charcas y el claustro por un lado y el presidente y el arzobispo por otro, sospechados de carlotismo continuó deteriorándose rápidamente. El 16 de mayo Manuel Zudáñez persuadió al Cabildo de que era inminente su detención por lo que solicitaron a la Audiencia la protección de sus personas, la cual empezó a efectuar averiguaciones oficiales y planear la prisión del presidente Ramón García de León y Pizarro.
Cuando el Virrey Santiago de Liniers tuvo conocimiento de los términos utilizados por el Claustro dio órdenes a García de León y Pizarro de eliminar los registros. El 20 de mayo, Manuel de Zudáñez tuvo noticias de la destrucción de las actas en que constaba la resolución del Claustro contra las pretensiones de Carlota y denunció de inmediato la actitud del Presidente. Lo sucedido decidió a los opositores a dar crédito definitivo a la posible entrega del poder a Carlota y representó un rompimiento de relaciones del gobernador con el Claustro, la Universidad, el Tribunal, el Cabildo y la opinión pública. 
El 24 por la noche la Audiencia dispuso patrullas conducidas por los regidores para evitar detenciones, mientras preparaba un documento, redactado por López de Andreu, solicitando la renuncia del presidente. El 25 de mayo, el padre Félix Bonet, provincial de Santo Domingo junto al capitán Santiesteban previnieron a Ramón García de León y Pizarro sobre la conspiración y acuerdos secretos que se venían gestando días atrás, por lo que Ramón García de León y Pizarro solicitó auxilio al gobernador de [Potosí] [Francisco de Paula Sanz] y dispuso la detención de los oidores José Vicente Ussoz y José Vásquez de >Ballesteros, del fiscal Miguel López Andreu, de los miembros del Cabildo Secular, Manuel de Zudáñez y Domingo Aníbarro y el abogado Jaime de Zudáñez, defensor de los pobres y hermano de Manuel.
Solo pudo detener a Jaime Zudáñez, a quien una comisión dirigida por el oficial Pedro Usúa trasladó apuntando con sus armas al cuartel de veteranos. A pocos metros los seguía la hermana de Zudáñez que pedía a gritos auxilio para su hermano, con lo que se empezó a formar una multitud, razón por la cual Zudáñez fue trasladado a la cárcel de corte (llamada así por estar en el edificio que servía a la real audiencia y donde también vivía el presidente), frente a la cual se empezó a reunir la población que pidió a gritos la intervención del Arzobispo, quien se reunió con Ramón García de León y Pizarro. 
Mientras la población apedreaba el edificio, Ramón Garcia de León y Pizarro accedió a liberar a Jaime de Zudáñez, a quien por otra parte consideraba el menos importante de los conjurados, y le pidió que calme a la turba.
Zudáñez, tras comprometerse a visitar al día siguiente al presidente en compañía de su hermano, salió junto con el Arzobispo y el Conde de San Xavier por una puerta falsa, debido a que la pedrea continuaba, y al ser visto fue llevado en andas como un héroe.
Al conocerse la noticia de la detención de Zudáñez y al notarse la falta de otras personas a quienes se suponían detenidas, se movilizó un gran número de ciudadanos a la Plaza Mayor en tumulto. Destacaban los Zudáñez y Lemoines, Malavía, Bernardo de Monteagudo, Toro, Miranda, Sivilat y otros seguidores de los ideales republicanos quienes repetían el lema "¡Muera el mal gobierno, viva el Rey Fernando VII!" pidiendo la liberación de los presos y la renuncia de Ramón García de León y Pizarro. 

Para convocar al pueblo se tocó a rebato las campanas de las iglesias principales, encargándose el francés José Sivilat y un sirviente de Jaime de Zudáñez de las de la catedral. A los vecinos, se sumó pronto las gentes que el subdelegado de Yamparáez, el coronel Juan Antonio Álvarez de Arenales, había apostado a las afueras de la ciudad. Una comisión encabezada por Arenales reclamó al presidente la entrega de las armas lo que tras varias gestiones se obtuvo. En la entrega se produjo un breve enfrentamiento tras lo que García de León y Pizarro fue finalmente detenido.
El 26 por la mañana la Audiencia asumía el poder como "Audiencia Gobernadora", nombrando a Álvarez de Arenales como comandante general y al decano de la Audiencia, José de la Iglesia como gobernador de Charcas. El presidente fue sometido a juicio por traición a la patria y la guarnición fue desarmada, pasando las armas al pueblo.
Solo se separaron de sus funciones al presidente y al comandante del batallón de milicias Ramón García.

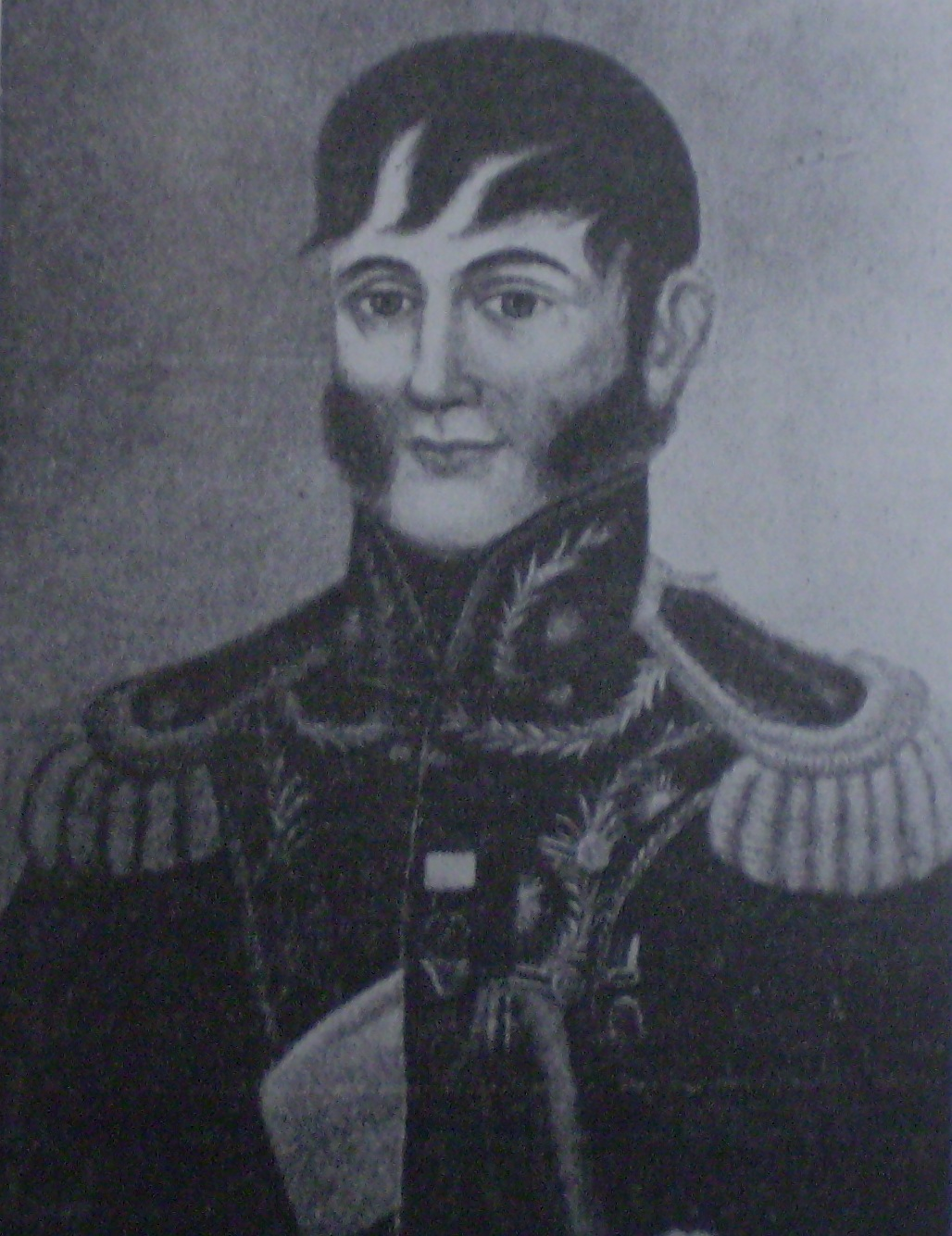
Juan Antonio Álvarez de Arenales.

Álvarez de Arenales organizó la defensa formando las milicias de Chuquisaca y Yamparáez con nueve compañías de infantería organizadas por los oficios de sus miembros. La segunda compañía, "Académicos", fue puesta al mando de Manuel Zudañez, mientras que la artillería era comandada por su hermano Jaime.
Chuquisaca envió comisionados a diferentes ciudades del Alto Perú y de provincias vecinas. En La Paz se produjo un movimiento aún más radicalizado que constituyó gobierno propio bajo la denominación de Junta Tuitiva. La represión dispuesta desde Lima y a cargo del mismo Goyeneche se concentró violentamente en La Paz. 
Cuando el 14 de diciembre llegaron finalmente las tropas de Buenos Aires a Potosí, recibieron la noticia del sometimiento de la Real Audiencia de Charcas.
El 10 de febrero Nieto mandó prender e incomunicar a todos los oidores de la real audiencia, a Juan Antonio Fernández, Joaquín Lemoine, Juan Antonio Álvarez de Arenales, Domingo Aníbarro, Angel Gutiérrez, Angel Mariano Toro, a los dos Zudañez, Antonio Amaya, Bernardo Monteagudo a los franceses Marcos Miranda y José Sivilat y a otros más que pudieron evadirse. Manuel Zudáñez murió en prisión en 1811.